# Lise Rischard
Lise Rischard (19 de mayo de 1868 - 28 de febrero de 1940) fue una espía luxemburguesa durante la Primera Guerra Mundial.

## Biografía
Lise Rischard CBE, nacida Elise Melanie Meyer el 19 de mayo de 1868 en Eich. Hija de Jean Meyer. Fue esposa del doctor Camille Rischard (1871-1939), con quien se casó el 9 de agosto de 1900 en segundas nupcias.
Junto a su marido, que era médico en el ferrocarril, espió para los británicos durante la Primera Guerra Mundial, a los que facilitó información sobre los transportes de tropas alemanas que pasaban por Luxemburgo por ferrocarril, durante la ocupación del país. Esto se basa en textos codificados publicados en la revista Der Landwirt, que también fueron enviados a un padre jesuita francés en Suiza, quien luego los pasó a los ingleses.
En 1919, Lise Rischard y los informantes de su red de Francia y Gran Bretaña recibieron premios por sus méritos: Rischard recibió la Croix de guerre avec palmes y fue nombrada Comendador de la Orden del Imperio Británico; su esposo, Camille Rischard, Oficial del Imperio Británico; Joseph Hansen, Joseph Offenheim y Jean Rockenbrod, se convirtieron en miembros del Imperio Británico; Auguste Diederich, Ernest Kraus, Edouard Bram y Jean Kneip recibieron la Medalla de la Orden del Imperio Británico. Jeanne Schroell, la editora de Der Landwirth, recibió la Médaille d'honneur des Affaires étrangères en argent [medalla de honor de asuntos exteriores en plata].